# أليخاندرو دوناتي
أليخاندرو دوناتي (بالإسبانية: Alejandro Donatti)‏ (24 أكتوبر 1986 برافاييلا في الأرجنتين - ) هو لاعب كرة قدم أرجنتيني في مركز الدفاع. لعب مع تيرو فيديرال وتيغري وروزاريو سنترال وليبرتاد دي سونتشاليس وBoca Unidos ‏.

## وصلات خارجية
- أليخاندرو دوناتي على موقع قاعدة بيانات كرة القدم.إي يو (الإنجليزية)
- أليخاندرو دوناتي على موقع Soccerway.com (الإنجليزية)